# Hans Thaler (Mediziner)
Hans Thaler (* 21. September 1878 in Wien, Österreich-Ungarn; † 11. Juni 1926 in Wien) war ein österreichischer Gynäkologe und Geburtshelfer.

## Leben
Hans Thaler besuchte in Wien das Gymnasium und studierte an der Universität Wien. Als Student arbeitete er am histologischen Institut bei Josef Schaffer und als Aspirant am pathologisch-anatomischen Institut bei Anton Weichselbaum. 1903 wurde er promoviert und wurde danach Operationszögling bei Julius Hochenegg an der II. Chirurgischen Klinik. 1905 ging er zu Friedrich Schauta an die I. Universitätsfrauenklinik und wurde dort 1907 Wissenschaftlicher Assistent von Schauta. 1913 habilitiert er sich. Nach dem Tod von Friedrich Schauta 1919 arbeitete er zunächst an der Seite von Ludwig Adler und leitete die Klinik nach dessen Weggang kommissarisch bis zur Übernahme durch Heinrich von Peham. 1920 erhielt Thaler den Titel eines außerordentlichen Professors.
Hans Thaler arbeitete insbesondere zu Problemen der Schwangerschaftstetanie, zu Tuberkulose und Krebserkrankungen bei der Schwangerschaft und zu Methoden der Lokalanästhesie bei gynäkologischen Operationen.
Thaler verstarb nach einem Herz- und Nierenleiden am 11. Juni 1926 in Wien und wurde auf dem Döblinger Friedhof beerdigt. Er war verheiratet.

## Schriften
- mit Ludwig Adler: Vortrag über Schwangerschaftstetanie in der Gesellschaft der Ärzte in Wien. 15. Juni 1906. In: Wiener klinische Wochenschrift. 1906, S. 779.[2]
- mit Ludwig Adler: Experimentelle und klinische Studien zur Gravidätstetanie. In: Zeitschrift für Geburtshilfe. 62, 1908, S. 194.[3]
- Syphilis des weiblichen Genitales. In: Emil Meirowsky, Felix Pinkus (Hrsg.): Die Syphilis. Springer, Berlin 1923, S. 191–212.[4]
- Die Medikamentöse Behandlung des Puerperalfiebers. Springer, Berlin u. a. 1924, doi:10.1007/978-3-662-28967-9.
- Das Ovarialkarzinom. In: Die Krebskrankheit. Ein Zyklus von Vorträgen. Springer, Wien 1925, S. 294–303, doi:10.1007/978-3-7091-9936-7_23 (online, PDF; 12,1 MB).
- Das primäre Tubenkarzinom. In: Die Krebskrankheit. Ein Zyklus von Vorträgen. Springer, Wien 1925, S. 304–307, doi:10.1007/978-3-7091-9936-7_24 (online; PDF; 12,1 MB).
- Zur Abhängigkeit des Scheideninhaltes von Ovarialfunktion und Schwangerschaft und über die Möglichkeiten seiner pharmakologischen Beeinflussung. In: Wiener klinische Wochenschrift. 23, 1925.[5]
- Die Frau und der Sport. In: Wiener medizinische Wochenschrift. Nr. 38 und Nr. 39. Perles, Wien 1925, DNB 576663085.